# Ellekrage
Ellekragen (Coracias garrulus) er en fugleart i familien ellekrager og eneste europæiske repræsentant for familien. Den lever fortrinsvis af insekter. Ellekragen er en meget sjælden gæst i Danmark.

## Udbredelse
Ellekragen er en trækfugl som yngler i det nordlige Afrika, sydlige og sydøstlige Europa, Mellemøsten og østpå til det sydvestlige Sibirien og Centralasien. Sin nordligste forekomst har den ved Den Finske Bugt og ved søen Ladoga i Rusland. Den overvintrer over store dele af subsaharisk Afrika med en majoritet i det østlige Afrika. Den trækker til sit vinterkvarter i august-september, undertiden ind i oktober, og vender tilbage til sit yngleområde i april-maj.
Ellekragen deles op i to underarter, en med vestlig, nordlig og nordøstlig udbredelse og en med sydøstlig udbredelse:
- C. g. garrulus - yngler i et område som strækker sig fra nordlige Afrika og Europa til Iran og sydvestlige Sibirien
- C. g. semenowi - yngler i et område som strækker sig fra Irak til vestlige Xinjiang og sydlige Kazakstan

### Forekomst i Danmark
Ellekragen har tidligere været en ynglefugl i Danmark til omkring midten af 1800-tallet. Det sidste sikre ynglefund er fra 1868.
Nu er den kun en meget sjælden træk- og sommergæst fra Østeuropa og i perioden 1990-2015 observeredes kun 6 individer i Danmark. På den danske rødliste 2019 angives at den som uddød som ynglefugl i Danmark.

## Udseende
Den er på størrelse med en allike, med stort hoved og kraftigt næb med en krogformet nedbøjning i spidsen. Ellekragen er umiskendelig ved sin farvetegning, en blanding af lyst grønblåt, rødbrunt og sort. I flugten er den endnu mere slående, idet de sorte vingefjer stikker ud i forhold til det stærkt blå. Den flyver hurtigt og kraftfuldt.
- I vinterkvarteret i Kruger nationalpark, Sydafrika.
- Fotograferet i Bangalore, Indien i oktober.

## Levevis
Ellekragen foretrækker åbne, tørre, savanne- og hedeagtige habitater med enkelte store gamle træer. Positivt er også døde træer som udgør levestedet for insekter hvilket er ellekragens hovedføde. Den er dagaktiv og har markante aktivitetstoppe tidligt om morgenen og sent på eftermiddagen. Ellers sidder den ofte stille nær sin rede med fri udsigt over eng og mark, eller på hegnsstolper, hvor den spejder efter bytte.

### Yngleforhold
Ellekragen yngler i territorier, der forsvares overfor artsfæller. Den bygger sin rede i huller i gamle træer, helst i eg, asp eller bøg, men også gran og den lægger 3-5 hvide æg. Ofte overtager den huller efter spætter. Æggene ruges i cirka 18 døgn, fortrinsvis af hunnen, og ungerne bliver flyvedygtige efter 3-4 uger.

### Føde
Føden består hovedsageligt af insekter, men den æder også larver, orme, små frøer og til og med mus.

## Status og trusler
Verdensbestanden vurderes til 100.000-500.000 individer og af disse forekommer det absolutte flertal i Europa, især i øst. De største bestande findes i Rusland og Tyrkiet. Populationstrenden er nedadgående, især i nord. Den forsvandt som ynglefugl i Sverige 1967, i Tyskland i begyndelsen af 1900-tallet. Næsten alle europæiske bestande er nedadgående, men den kategoriseres alligevel som ikke truet (LC), fordi nedgangen ikke foregår tilstrækkeligt hurtigt.